# حجت‌آباد (دلگان)
حجت‌آباد یا چاه ابراهیم روستایی در دهستان دلگان بخش مرکزی شهرستان دلگان استان سیستان و بلوچستان ایران است.

## جمعیت
بر پایه سرشماری عمومی نفوس و مسکن در سال ۱۳۹۵ جمعیت این روستا ۶۱ نفر (۱۳خانوار) بوده‌است.